# Österlens museum

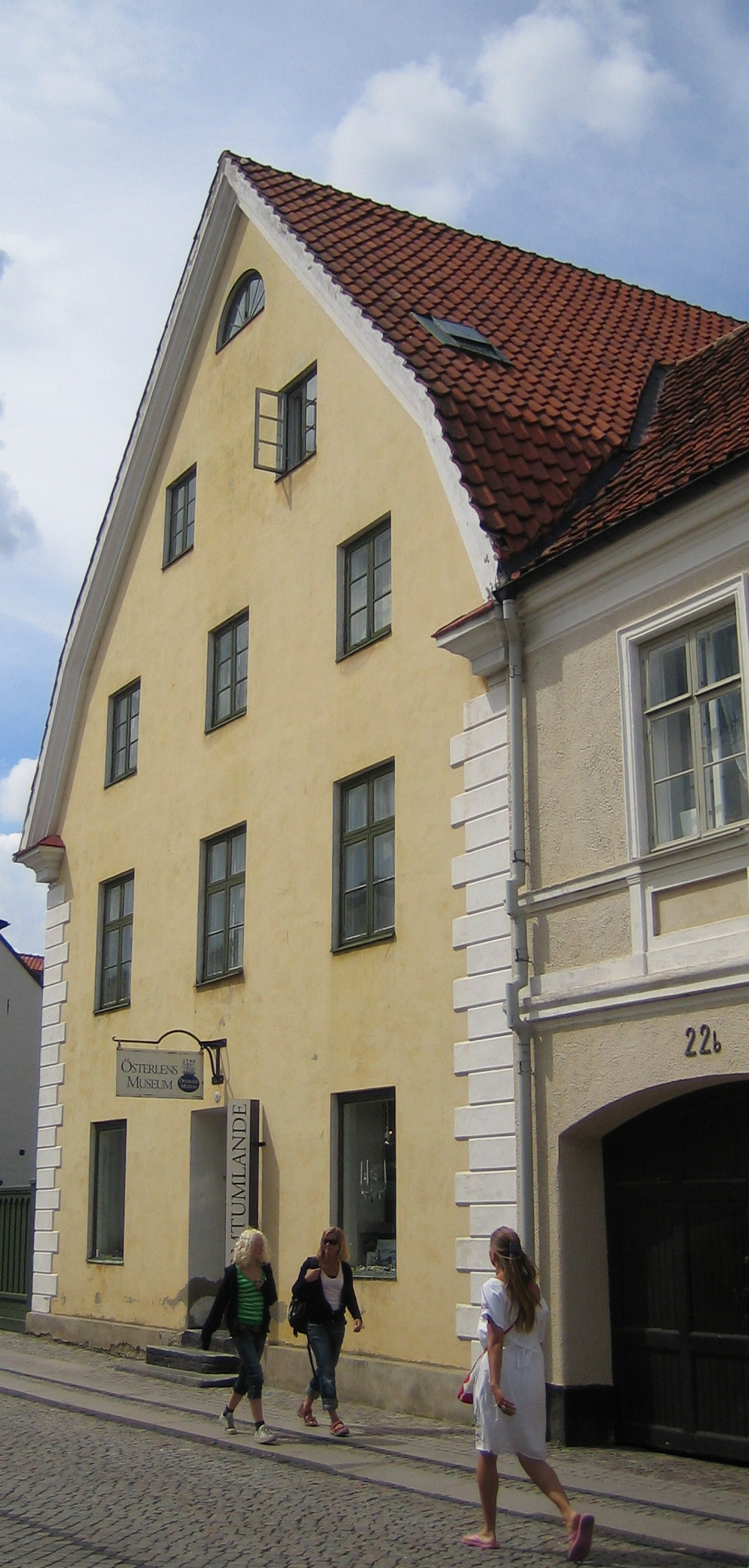
Björkegrenska gården

Österlens museum är ett museum i Simrishamn.
Museet grundades av stadsläkaren Johannes Bring 1917. Det har sina nuvarande lokaler i Björkegrenska gården, vilket är en gammal köpmans- och redargård med anor från 1850-talet som ligger på Storgatan 24. Gården är uppkallad efter skeppsredaren och köpmannen Johan Daniel Björkegren, som lät bygga köpmansgården. Museet har unika samlingar (som ägs av Föreningen för fornminnes- och hembygdsvård i sydöstra Skåne) av textil- och allmogekonst, fiske- och sjöfartshistoria samt forntida föremål. Särskilt intressant är frihandsknypplingen och dess historia. Fastigheten kallas även Hafreborg eftersom en stor del av komplexet ursprungligen var ett sädesmagasin uppfört 1848. Museets entré och butik ligger i den gamla gavelbutiken som har en 150-årig tradition som handelsbod. Museet gick i konkurs 2003 och drivs sedan dess av Simrishamns kommun. Efter kapitaltillskott renoverades och brandsäkrades lokalerna. År 1749 besökte Carl von Linné Simrishamn under sin skånska resa. På Österlens museum finns en Linné-inspirerad trädgård som invigdes under Linnéåret 2007. Museiträdgården står öppen dagligen och det är fri entré. Trädgården, som är en hyllning till Linné, visar många av de växter Linné beskrev när han besökte sydöstra Skåne och Simrishamn. Österlens museum ger ut tidskriften Österlent.